# DE-CIX

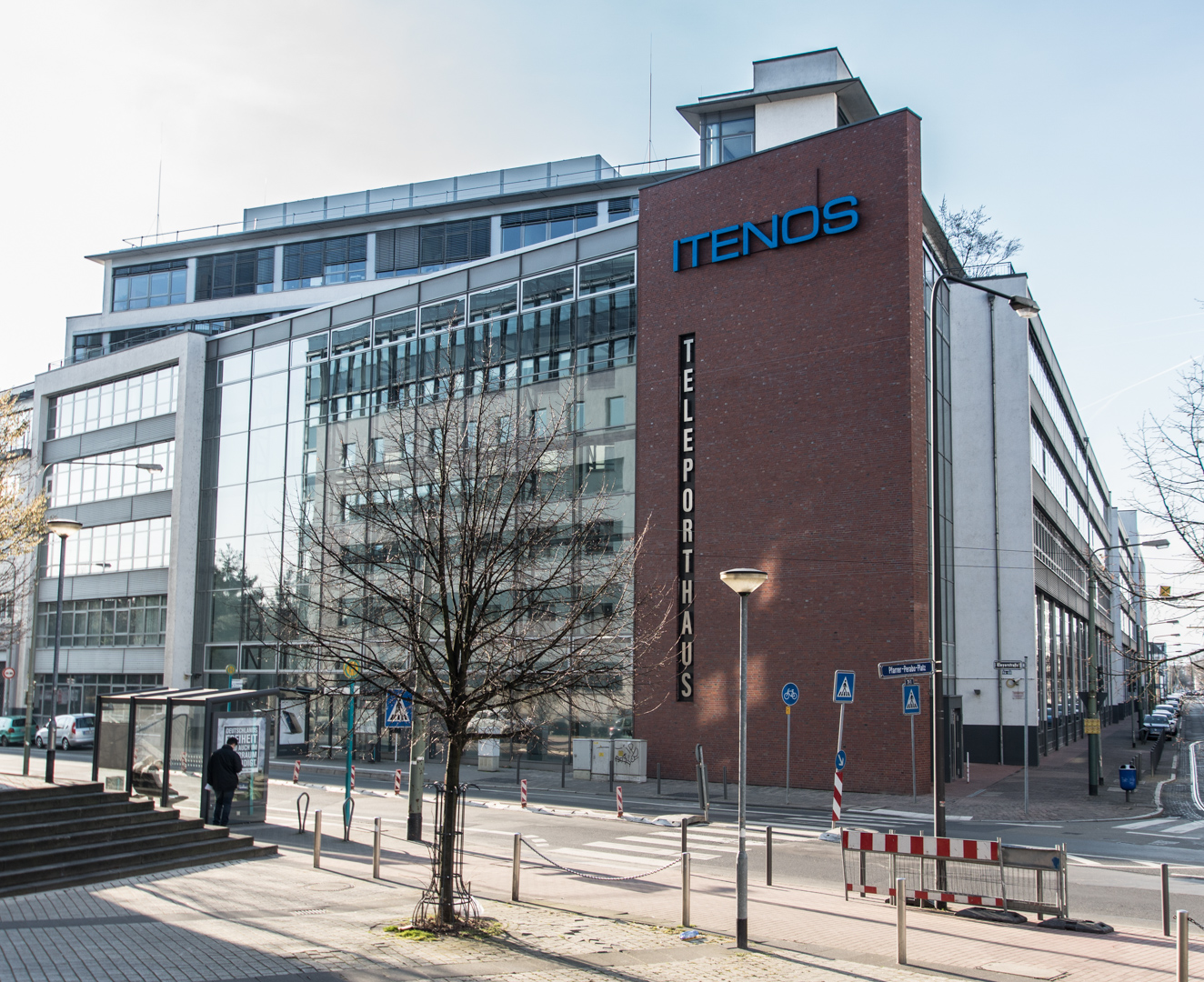

DE-CIX هي نقطة تبادل إنترنت محايدة للناقلين وكذلك لمراكز البيانات تقع في فرانكفورت ، ألمانيا. تعتبر أكبر نقطة تبادل في جميع أنحاء العالم من حيث ذروة الحركة مع أقصى سرعة نقل أكثر من 6.7 تيرابايت / ثانية.
تلتقي فيه سيول المعلومات والبيانات من شتى أنحاء العالم. وقد تم تأسيسه عام 1995 في فرانكفورت حيث يترابط ويتشابك 600 مُزَوّد خدمة ومؤسسة شبكية من أكثر من 60 بلدا  وعلى رأسها شركات عملاقة مثل غوغل ومايكروسوفت وآركور.